# خانه زند نوابی
خانهٔ زند نوابی مربوط به دوره پهلوی است و در تهران، ضلع شمال شرقی میدان فلسطین واقع شده‌است. این اثر در تاریخ ۲۴ آبان ۱۳۸۵ با شمارهٔ ۱۶۳۶۹ به‌عنوان یکی از آثار ملی ایران به ثبت رسیده‌است.
طبق پروندهٔ ثبتی اثر، خانه احتمالاً در حدود نیمهٔ اول دههٔ ۱۳۲۰ ساخته شده و ولی زند نوابی آن را در سال ۱۳۲۴ خریداری کرده‌است. این ساختمان آجری شامل سه طبقه روی زمین و یک طبقه زیر زمین است.
در پی شکایت مالک بنا، دیوان عدالت اداری در سال ۱۳۸۸ رأی به خروج ساختمان از از فهرست آثار ملی ایران داد. پس از خروج از فهرست بخش بزرگی از بنا توسط مالکان تخریب شده است.